# Vol El Al 402
Le vol El Al 402 était un vol international de passagers de Londres à destination de Tel Aviv via Vienne et Istanbul.
Le 27 juillet 1955, le vol, assuré par un Lockheed Constellation de la compagnie El Al enregistré sous le nom de 4X-AKC, entre dans l'espace aérien de la Bulgarie communiste et est abattu par deux avions de chasse bulgares MiG-15. L'appareil s'écrase près de Petrich.  Les 58 personnes à bord ont été tuées.  L'événement a eu lieu au cours de relations très tendues entre le bloc de l'Est et le bloc de l'Ouest.